# أوتيس مارتن
أوتيس مارتن (بالإنجليزية: Otis Martin)‏ هو مهندس أمريكي، ولد في 1 مارس 1918 في باسيت في الولايات المتحدة، وتوفي في 21 نوفمبر 1955.

## وصلات خارجية
- أوتيس مارتن على موقع Racing-Reference.info (الإنجليزية)